# Скупштина у Београду (јун 1839)
Скупштина у Београду је одржана 12. јуна 1839.

## Оставка Кнеза Милоша
1. јуна 1839. Кнез Милош је дао оставку на престо и повукао де на своја имања у Влашку. На основу берата њега је требало да наследи његов старији син Милан који је, болестан, једва месец дана преживео оставку свога оца. Образовано је привремено намесништво у које су ушли Аврам Петронијевић, Јеврем Обреновић и Тома Вучић Перишић и ово је вршило кнежевску власт. Оставка Кнеза Милоша саопштена је народу једним намесничким манифестом, a за 12. јуни била је сазвана народна скупштина којој је такође требало да се саопшти промена на престолу.
Скупштина се састала у заказани дан у Београду. Отворена је беседом намесништва које хвали турски устав из 1838, и напада Кнеза Милоша да је и пре и после устава био узрок свим нередима у земљи и „кривац за толике народне муке". Саопштење о промени на престолу скупштина је примила на знање.